# なにわ友あれ外伝BLACK BOX
『なにわ友あれ外伝BLACK BOX』（なにわともあれがいでんブラックボックス）は、南勝久による日本の漫画作品。
同作者による『なにわ友あれ』の外伝にあたる。
『週刊ヤングマガジン』（講談社）2010年33号（同年7月17日発売）にて掲載された読み切り短編である。

## 登場人物
サトシ
この作品の主人公。父が遺していた日産スカイラインのC10型を受け取る。
オッチヤン
整備士で、サトシの父親とは古くからの友人。
サトシの父
かつては環状族だったが、極道の世界に身を投じてしまった人物。